# Gare d'Arosio
La gare d'Arosio (en italien, Stazione di Arosio) est une gare ferroviaire italienne de la ligne de Milan à Asso, située sur le territoire de la commune d'Arosio, dans la province de Côme en région de Lombardie.
La gare est mise en service en 1879. C'est une gare voyageurs gérée par Ferrovienord et desservie par des trains régionaux R LeNord.

## Situation ferroviaire
Établie à environ 299 mètres d'altitude, la gare d'Arosio est située au point kilométrique (PK) 31 de la ligne de Milan à Asso, entre les gares de Carugo - Giussano et d'Inverigo.
Elle est située sur une section à voie unique de la ligne. Gare d'évitement, elle dispose d'une deuxième voie pour le croisement des trains. Il y a un quai pour chacune des voies.

## Histoire
La gare d'Arosio est mise en service le 22 novembre 1879, lors de l'ouverture de la section de Mariano-Comense à Inverigo de la ligne de Milan à Erba.

## Service des voyageurs

### Accueil
Gare voyageurs LeNord, elle dispose d'un bâtiment voyageurs, avec guichet et automate pour l'achat de titres de transport. 

### Desserte
Arosio est desservie par des trains régionaux de la relation Milan-Cadorna - Canzo-Asso

### Intermodalité
Un parking pour les véhicules est aménagé à proximité.